# Adriano de Nicomedia
Adriano de Nicomedia (llamado San Adriano y, sobre todo en España, San Adrián) fue un mártir cristiano muerto en 306 durante la última persecución general. La Iglesia católica conmemora su festividad el 8 de septiembre.
Nació a finales del siglo III en Constantinopla. Era hijo del césar Probo, quien fue emperador durante seis años (de 276 a 282).
Adriano era romano y en tal concepto persiguió a los cristianos bajo los reinados de Maximiano y Galerio. Pero admirador del valor y la resignación de aquellos fieles, se convirtió a su religión, tras lo cual se casó con Santa Natalia de Nicomedia, también cristiana.
El emperador Licinio decretó su persecución, en la que fue apresado y torturado para hacerle renegar de su fe.
Fue sometido a terribles tormentos en Nicomedia, donde finalmente sería decapitado.
Su esposa veló su cuerpo en Constantinopla hasta su propio fallecimiento.